# Freida McFadden
Freida McFadden (nació el 1 de mayo de 1980) es una escritora y médica estadounidense, especializada en lesiones cerebrales. Escribe bajo este seudónimo, es autora de varios libros superventas, thrillers psicológicos y obras ambientadas en el mundo relacionado con el ejercicio de la medicina. 

## Trayectoria
La escritora con seudónimo Freida McFadden es originaria de la ciudad de Nueva York,  creció en Manhattan en el seno de una familia de profesionales, padre psiquiatra y madre podóloga. 
Estudió medicina en la Universidad de Harvard,  y ejerce esta profesión en la especialidad de lesiones cerebrales en Boston. 
En 2013, autopublicó su primer libro en Amazon KDP, The Devil Wears Scrubs, una novela autobiográfica humorística sobre su vida como médica residente, explotada y humillada por un superior autoritario. 
Durante 10 años la autora (siempre escribiendo con seudónimo) estuvo autopublicando sus cinco primeros libros, posteriormente una editorial digital la descubrió y le ofreció publicar uno de ellos. Les confió una novela escrita en 2019, "La criada", que dudó en publicar debido a su lado oscuro. Esta novela, publicada en 2022 y traducida al francés con el título "La Femme de ménage" y al español con el título de La Criada, se convirtió en un éxito de ventas internacional. Rebecca Sonnenshine, guionista de Lionsgate, y Todd Lieberman, productor de "Hidden Pictures", planearon una adaptación cinematográficam y Alex Young (en).
Tras este éxito, firmó un acuerdo con Poisoned Pen Press, que publicó sus obras en formato impreso y le cedió los derechos para explotar sus publicaciones digitales.

## Aceptación pública
Freida McFadden se ganó rápidamente una base de seguidores gracias a sus publicaciones electrónicas. Desde su primera publicación autopublicada, su popularidad le atrajo una avalancha de solicitudes de entrevistas y participación en eventos, que generalmente rechazaba, incómoda con su notoriedad.
El éxito popular de The Housemaid, que vendió más de dos millones de copias, y de sus otras novelas (3 millones de copias en total en formato impreso, y 3,6 millones de copias, según sus estimaciones, en formatos electrónicos y de audio), le valió algunas críticas en Estados Unidos, donde algunos consideraron que sus novelas eran estereotipadas y sobrevaloradas.
En Francia, su novela Les Secrets de la femme de ménage, publicada en edición de bolsillo por J'ai lu, se situó en uno de los libros más vendidos en 2024 tres meses después de su publicación, con 296.778 ejemplares vendid.
Sus obras han sido reseñadas en el New York Times, en las listas de Amazon, en el USA Today, en el Wall Street Journal, en el Sunday Times y en el Publisher's Weekly.

## Obras

### Serie dela Dra.Jane McGill
1. (en) The Devil Wears Scrubs, 2013
2. (en) The Devil You Know, 2017

### SeriePrescripción: Asesinato
1. (en) Suicide Med, 2014
2. (en) Brain Damage, 2016

### La serie de la señora de la asistenta
1. La Femme de ménage, City, 2023 ((en) The Housemaid, 2022), trad. Karine Forestier  (ISBN 978-2-8246-3716-7)
2. Les Secrets de la femme de ménage, City, 2023 ((en) The Housemaid's Secret, 2023), trad. Karine Forestier  (ISBN 978-2-8246-2274-3)

2.5 La femme de ménage se Marie.

### Novelas independientes
- (en) The Surrogate Mother, 2018
- (en) The Ex, 2019
- (en) The Perfect Son, 2019
- (en) The Wife Upstairs, 2020
- (en) One By One, 2020
- (en) Want to Know a Secret?, 2021
- (en) The Locked Door, 2021
- (en) Do Not Disturb, 2021
- (en) Do You Remember?, 2022
- (en) The Inmate, 2022
- La Psy, City, 2024 ((en) Never Lie, 2022), trad. Karine Forestier  (ISBN 978-2-8246-3887-4)
- (en) The Gift, 2022
- (en) Ward D, 2023
- (en) The Coworker, 2023
- La Prof, City, 2025 ((en) The Teacher, 2024)
- (en) The Widow's Husband's Secret Lie : A Satirical Novella, 2024
- (en) The Crash, 2025

## Premios y reconocimientos
Freida McFadden ha recibido varios galardones, incluido el International Thriller Writers Awards (en)  en 2023 por The Housemaid, así como un premio Goodreads Choice por The Housemaid's Secret.

## Vida Privada
Freida McFadden vive en las afueras de Boston con su familia, que está formada por su marido ingeniero, sus dos hijos, de 13 y 17 años (a julio de 2024), y su gata Ivy. 